# Університет Вейна
Університет Вейна (англ. Wayne State University) — державний університет штату Мічиган, розташований в місті Детройт, США. Заснований у 1868 році.
Університет є третім за величиною університетом штату Мічиган і одним з тридцяти найбільших вузів США. Головний кампус університету розташований в Детройті і займає площу 822 000 м², на яких розташовано понад сто навчальних і дослідницьких будівель. Університет є одним з головних двигунів освітнього, культурного та економічного розвитку Детройта. Головний кампус Університету щорічно є місцем проведення таких культурних заходів як Детройтський Фестиваль Мистецтв і Детройтсько-Віндзорський Міжнародний Кінофестиваль.

## Історія університету
Сучасний Університет Вейна утворився в результаті злиття декількох коледжів і шкіл. Детройтський медичний коледж (Detroit Medical College), який був заснований у 1869 році, став основою медичної школи університету, а Детройтська Школа Підготовки Вчителів (Detroit Normal Training School), яка була заснована у 1881 році, стала основою школи освіти. У 1896 році Центральна Школа (Central High School) Детройта побудувала Олд Мейн (Old Main), де стали пропонуватися університетські курси. Ці курси згодом розвинулися в Detroit Junior College і College of the City of Detroit, які стали основою сучасного Коледжу ліберальних Мистецтв і Наук. Першим деканом коледжу став Девід Л. Маккензі. У 1933 році Рада Освіти Детройта об'єднала всі ці школи і коледжі (а також коледжі інженерних наук, фармацевтики і аспірантуру) в один університет, який був названий Університетом Вейна.
Університет швидко розвивався, відкривши Школу соціальної роботи в 1935, Юридичну Школу в 1927, і Школу Бізнесу в 1946. У 1956 році університет був перейменований в Державний Університет Вейна.

## Структура університету
Університет Вейна пропонує понад 400 академічних програм і ділиться на 13 шкіл і коледжів.

## Відомі випускники
- Джозеф Вейценбаум, американський вчений, фахівець в галузі штучного інтелекту
- Ден Гілберт, американський бізнесмен, власник Клівленд Кавальєрс
- Артур Данто, американський арткритик, філософ
- Томас Ліготті, американський письменник в жанрах літератури містичного жаху і хорору
- Дуглас Мак-Грегор, американський соціальний психолог
- Уляна Супрун, в.о. міністра охорони здоров'я України
- Гелен Томас, американський автор і колишній новинний кореспондент, колумніст газет медіаконгломерату «Герст корпорейшн», член прес-корпусу Білого дому
- Гайден Вайт, американський історик і літературний критик
- Крістал Рід, американська акторка